# Madagaszkári szarkarigó
A madagaszkári szarkarigó (Copsychus albospecularis) a madarak osztályának a verébalakúak (Passeriformes) rendjéhez és a légykapófélék (Muscicapidae) családjához tartozó faj.

## Rendszerezése
A fajt Joseph Fortuné Théodore Eydoux és Paul Gervais írták le 1836-ban, a Turdus nembe Turdus albo-specularis néven.

## Alfajai
- Copsychus albospecularis albospecularis (Eydoux & Gervais, 1836) - Madagaszkár északkeleti része
- Copsychus albospecularis inexspectatus Richmond, 1897 - Madagaszkár keleti és délkeleti része
- Copsychus albospecularis pica Pelzeln, 1858[2] - Madagaszkár nyugati és középső része

## Előfordulása
Madagaszkár területén honos. Természetes élőhelyei a szubtrópusi vagy trópusi síkvidéki esőerdők és lombhullató erdők, valamint ültetvények és vidéki kertek. Állandó, nem vonuló faj.

## Megjelenése
Átlagos testhossza 18 centiméter, testtömege 17,8–30,5 gramm. A nemek tollazata különbözik.
|  |  |

## Életmódja
Rovarokkal, pókokkal, kisebb kétéltűekkel és gekkókkal táplálkozik.

## Természetvédelmi helyzete
Az elterjedési területe nagy, egyedszáma viszont csökken, de még nem éri el a kritikus szintet. A Természetvédelmi Világszövetség Vörös listáján nem fenyegetett fajként szerepel.